# Sete maravilhas naturais do mundo

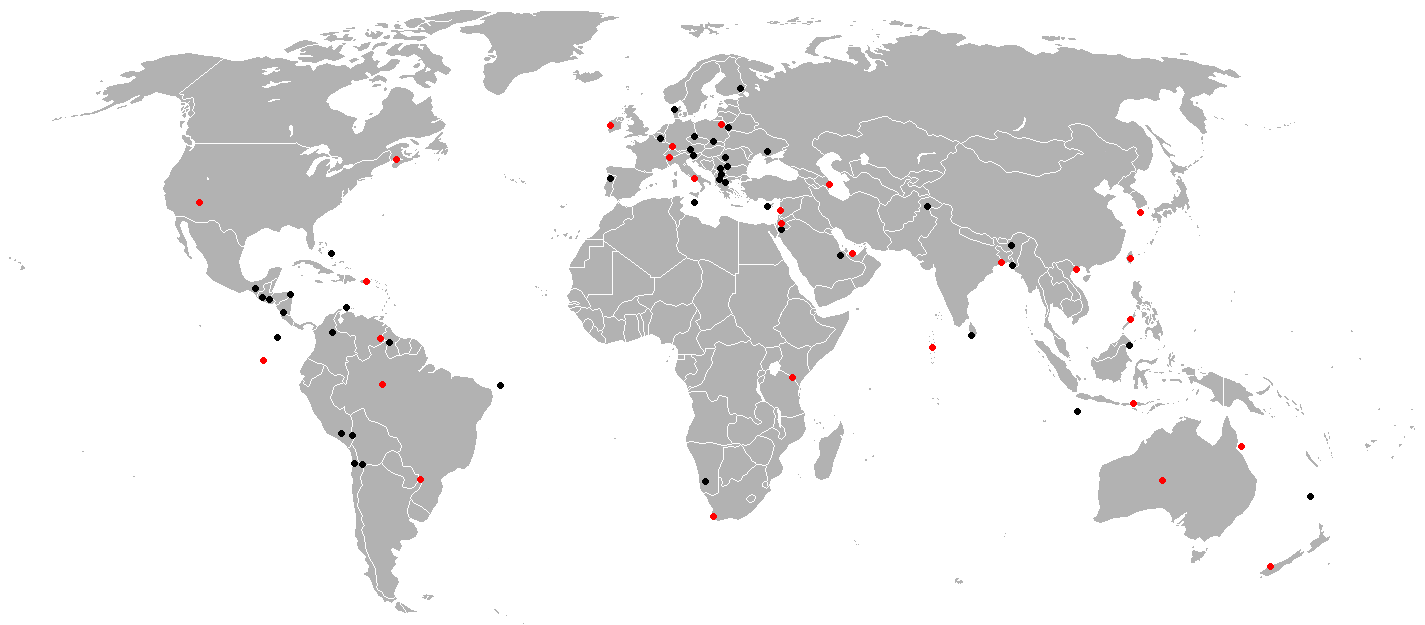
Mapa indicando as maravilhas naturais finalistas (em vermelho) e as outras indicadas (em preto).

Sete maravilhas naturais do mundo (em inglês, New7Wonders of Nature) iniciou-se em 2007 com a finalidade de criar uma lista de sete maravilhas naturais escolhidas pela população através da votação global. Foi liderada pelo canadense-suíço Bernard Weber e organizada pela Fundação New7Wonders, com sede na Suíça, fundação controlada pelo governo. A iniciativa seguiu a New7Wonders of the World, que atraiu 100 milhões de votos de todo o mundo.
A votação, iniciou-se no dia 21 de julho de 2009, foi encerrada no dia 11/11/2011 e anunciada a lista no mesmo dia.

## Estágios da Campanha
A campanha da New7Wonders iniciou em 2007, imediatamente depois da campanha da eleição das sete novas maravilhas artificiais do mundo e receber mais de 100 milhões de votos. De mais de 440 participantes, representando mais de 220 países através de uma qualificação nacional. Em 7 de julho de 2009, lançou uma lista dos 77 lugares classificados, de acordo com as recomendações do Panel of Experts liderado pelo Prof. Federico Mayor, diretor-geral da UNESCO. No dia 21 de julho de 2009, foi determinada a lista oficial dos 28 candidatos finalistas. Votação encerra no dia 11 de novembro de 2011, durante o qual a New7Wonders World Tour pretende visitar cada um dos finalistas para permitir que eles se apresentam aos eleitores em todo o mundo.

## Vencedores
| Maravilha                             | Localização                                                                              | Imagem |
| ------------------------------------- | ---------------------------------------------------------------------------------------- | ------ |
| Floresta Amazônica e Rio Amazonas     | Bolívia, Brasil, Colômbia, Equador, · Guiana Francesa, Guiana, Peru, Suriname, Venezuela |        |
| Baía de Ha Long                       | Vietname                                                                                 |        |
| Cataratas do Iguaçu (Parque Nacional) | Argentina, Brasil                                                                        |        |
| Ilha de Jeju                          | Coreia do Sul                                                                            |        |
| Komodo (Parque Nacional)              | Indonésia                                                                                |        |
| Parque Nacional de Puerto Princesa    | Filipinas                                                                                |        |
| Montanha da Mesa                      | África do Sul                                                                            |        |

## Outros finalistas
| Lugar                     | País                        | Imagem |
| ------------------------- | --------------------------- | ------ |
| Arquipélago de Bu Tinah   | Emirados Árabes Unidos      |        |
| Mar Morto                 | Israel, Jordânia            |        |
| Grande Barreira de Corais | Austrália, Papua-Nova Guiné |        |
| Gruta de Jeita            | Líbano                      |        |
| Kilimanjaro               | Tanzânia                    |        |
| Lagos Masurianos          | Polónia                     |        |
| Sundarbans                | Bangladesh, Índia           |        |

## Outros semifinalistas
| Lugar                          | País            | Imagem |
| ------------------------------ | --------------- | ------ |
| Salto do Anjo                  | Venezuela       |        |
| Baía de Fundy                  | Canadá          |        |
| Floresta Negra                 | Alemanha        |        |
| Falésias de Moher              | Irlanda         |        |
| El Yunque                      | Porto Rico      |        |
| Galápagos                      | Equador         |        |
| Grand Canyon (Parque Nacional) | Estados Unidos  |        |
| Maldivas                       | Maldivas        |        |
| Matterhorn/Cervino             | Itália, Suíça   |        |
| Fiorde de Milford              | Nova Zelândia   |        |
| Vulcões de Lama de Qobustan    | Azerbaijão      |        |
| Uluru                          | Austrália       |        |
| Vesúvio                        | Itália          |        |
| Montanha Yushan                | Taiwan ( China) |        |